# 南方町
南方町（みなみかたまち）は、宮城県北東部に存在した町である。現在は登米市の一地域となっている。キャッチフレーズは、「もっこりみなみかた」

## 地理
宮城県北東部に位置した町である。町の北西部に丘陵地帯があり、その他は平坦な地形になっている。
- 山：大嶽山
- 河川：迫川、旧迫川、古川、小山田川、新川
- 年間平均気温：11.3℃
- 年間降水量：1100mm

### 隣接していた自治体
- 登米郡米山町、迫町
- 遠田郡田尻町

## 歴史
- 1889年4月1日 - 町村制施行に伴い登米郡南方村が成立。
- 1964年4月1日 南方村が町制施行し、南方町となる。
- 2005年4月1日 - 登米郡内各町および本吉郡津山町と合併し、登米市となる。

## 行政
歴代町長
- 田口政吉（初代、1964年4月1日 - 10月30日）[1]
- 菅原敏（2-3代、1964年10月31日 - 1972年10月30日）[1][2]
- 太田稔（4-5代、1972年10月31日 - 1980年）[3][4]
- 田口専一（6-7代、1980年2月24日 - 1988年2月23日）[5][6]
- 田代喜毅（8-10代、1988年2月24日 - 2000年2月23日）[7][8]
- 伊藤吉信（11-12代、2000年2月24日 - 2005年3月31日）[9][10]

## 教育
中学校
南方町立南方中学校
小学校
南方町立南方小学校
南方町立東郷小学校
南方町立西郷小学校

## 交通

### 鉄道
- 仙北鉄道登米線高石駅[11]が1921年（大正10年）7月5日に開業。1922年（大正11年）に西郷駅が、1934年（昭和9年）に沼崎下駅、板倉駅が開業した[12][13]。1968年（昭和43年）3月25日登米線廃止に伴い全駅廃止[12]。

### 道路
- 都道府県道
  - 宮城県道1号古川佐沼線
  - 宮城県道198号新田米山線
  - 宮城県道199号米山迫線
  - 宮城県道237号瀬峰豊里線

## 名所・旧跡・観光スポット・祭事・催事
- 花菖蒲の郷公園
- 大嶽山観音堂
- 大嶽山公園
- 平貝清水公園
- 青島貝塚
- 南方武道伝承館
- 蕪栗沼（ラムサール条約登録湿地）
- みなみかた温泉

### 祭り・イベント
- どんと祭
- みなみかた花菖蒲まつり
- みなみかた牛まつり

### 伝統芸能
- 畑岡神楽
- 大嶽山観音太鼓
- 南方音頭
- 柳生心眼流兵術

## 出身有名人
- 門脇陸男（歌手）

## 産物
- にら（ビートたけしのTVタックルで紹介される）
- 南方牛
- 仙台牛
- 米（ササニシキ・ひとめぼれ・コシヒカリなど）